# ジェームズ・オギルヴィ＝グラント (第11代シーフィールド伯爵)
第11代シーフィールド伯爵ジェームズ・オギルヴィ＝グラント（英語: James Ogilvie-Grant, 11th Earl of Seafield,DL、1876年4月18日 - 1915年11月12日）はイギリスの貴族。

## 生涯
第10代シーフィールド伯爵とアン・エヴァンズ（Ann Evans、ジョージ・トマス・エヴァンズの娘）との長男としてニュージーランド、オマルーに誕生した。クライストチャーチに位置する私立ウォリックハウス小学校に進学したのち、私立中学校クライスト・カレッジ及びリンカーン大学に学んだ。1888年に12歳にして父から爵位を継承するとともに、第30代グラント氏族長の地位を襲った。その後、ジェームズはメアリー・タウンエンドとの結婚以前は都市オークランドに住んでいたという。1902年6月21日付でベッドフォードシャー連隊隷下の第3民兵大隊付少尉に任官した。1913年にはエルギン州の副統監に就任している。
第一次世界大戦が勃発すると、女王付キャメロン・ハイランダーズ大隊付の大尉として戦った。のちに第5キャメロン・ハイランダーズ大隊に移った。伯爵はイギリス本国への帰国が決まっていたが、その直前の1915年11月12日に西部戦線にて戦死した。ライセントホーク軍人墓地に埋葬された。
彼には一人娘がいたため、女系継承を認めるシーフィールド伯爵を始めとするスコットランド貴族爵位は長女ニーナへと継承された。一方で、男子への継承を求めるストラスペイ男爵位と準男爵位は弟トレヴァーが相続した。

## 家族
1898年6月22日にメアリー・エリザベス・ニーナ・タウンエンド（Mary Elizabeth Nina Townend、1962年1月22日没、医師ジョセフ・タウンエンドの娘）と結婚して、一女をもうけた。
- 第一子（長女）ニーナ・カロライン（英語版）（1906年4月17日 - 1969年8月30日）- 第12代シーフィールド女伯爵

### 註釈
1. ↑  弟トレヴァー（英語版）（のち第4代ストラスペイ男爵）も後に同校に学んでいる[4]。